# فريد البدن
فَريد البدن (الاسم العلمي: Idiosoma)، جنس من العناكب الأسترالية المدرعة التي وصفها أنطون أوسيرر لأول مرة في عام 1871. وضع في الأصل مع الممشطات، ونُقل لاحقًا إلى عناكب الباب المسحور المدرعة في عام 1985. الاسم العلمي مشتق من الإغريقية ἴδιος (إيدوس)، والتي تعني "فريد"، و σῶμα (سوما)، وتعني "البدن" ، في إشارة إلى البنية المميزة لبطنه.